# 西市区
40°39′59″N 122°12′23″E / 40.666408°N 122.206414°E
西市区是中国辽宁省营口市所辖的一个市辖区，位於营口市市區西部，遼河入海口處，是孕育营口文明的發祥地。近代的营口市區就是從西市的繁榮中形成的，是营口城市揚帆的啓航之地。。

## 行政区划
西市区下辖5个街道办事处：
清华街道、滨海街道、得胜街道、五台子街道和渔市街道。

## 人口
根據第七次人口普查數據，截至2020年11月1日零時，西市區常住人口為212913人。